# Henrique & Diego
Henrique e Diego é uma dupla sertaneja formada em 2005 por Luiz Henrique Teixeira (2 de junho de 1984) e Diego Barros da Silva (19 de junho de 1986). Ambos nascidos em Cuiabá, a dupla possui músicas notáveis como "Top do Verão", "Zuar e Beber", "Canudinho (Coração Sem Noção)", "Festa Boa", "Vida Mais Ou Menos ", "Oh Delícia", "Senha do Celular ", "Suíte 14", dentre outras.

## História
Ambos Nascidos em Cuiabá, capital do Mato Grosso, os jovens iniciaram na vida artística separadamente. Diego Barros da Silva despertou o interesse pela música quando criança. Aos quatro anos de idade, inspirado pelo avô, maestro da Polícia Militar, se destacava como puxador da Escola de Samba "A Estrela do Oriente", onde seu avô era presidente. Anos mais tarde, já na adolescência, o artista foi vocalista da banda de pagode "Porque não", onde permaneceu durante três anos, precisando se desligar por conta de estudos. Por outro lado, foi através dos estudos que, em 1998, Luiz Henrique Teixeira começou a cantar no grupo de jovens da escola, onde, em menos de cinco meses, aprendeu também a tocar violão. Decidido, Henrique foi em busca de seu objetivo acompanhando o trabalho de duplas sertanejas e trabalhando como roadie em uma produtora. O encontro dos dois aconteceu também em 1998, quando Henrique foi convidado por alguns amigos para participar da banda de pagode “Jeito de Ser”, a princípio, tocando violão e como back vocal, assumindo, pouco tempo depois, o posto de vocalista. Precisando de mais um integrante, a banda saiu à procura de um novo músico e foi aí que o Diego surgiu. Em 2005, os dois saíram oficialmente da banda para então formarem a dupla sertaneja.
A discografia da dupla contém dois álbuns de estúdio Top do Verão, lançado em 2010, e o álbum Henrique & Diego em 2012, ambos de forma independente.
O primeiro trabalho com a gravadora Sony Music foi lançado em 2013, gravado no dia 07 de agosto de 2012, no Ondara Place, em Campo Grande. A dupla recebeu no palco as participações especiais de Humberto & Ronaldo, Matheus & Kauan e de Gusttavo Lima, que cantou com Henrique e Diego a canção romântica "Vou Me Entregar". Com a produção de Ivan Miyazato, o projeto traz 18 faixas, sendo 12 delas inéditas. Entre as regravações estão "Me Liga", "Canudinho (Coração Sem Noção)", "Zuar e Beber" e o pout-pourri de "Copinho / Te Peço Volta". Também fazem parte do álbum a faixa "5 da Manhã" e a música de trabalho composta por Márcia Araújo e Kauã "Eh Tudo Toiss", canção gravada  com Neymar que tem a participação do craque em dois videoclipes da dupla.
O show de lançamento do DVD ocorreu em dezembro 2012 em um grandioso evento também em Campo Grande. Depois de 15 dias do DVD gravado, o grupo divulgou a primeira música do novo trabalho. Com participação do cantor Gusttavo Lima, a música “Festa Boa” foi lançada, junto com o vídeo oficial no dia 23 de agosto.
Em 2015 a dupla lança seu segundo álbum e DVD ao vivo, gravado em Campo Grande com a presença de mais de 50 mil pessoas, o primeiro single de divulgação do projeto é a canção "Suíte 14" com participação do funkeiro MC Guimê.
Em 2017, lançam o DVD "De Braços Abertos", gravado no Rio de Janeiro onde tiveram as participações de Dennis DJ em "Malbec", Simone & Simaria em "Raspão" e Matheus & Kauan em "Ciumento Eu". No mesmo ano, lançaram uma sequência de dois EPs com os singles "Escalada Para Jogar", com participação da atriz Carla Diaz em seu videoclipe, e "Das 9 às 6".
Em 2019, lançaram seu segundo DVD gravado na capital carioca. "Ao Vivo no Rio" trouxe o single "Espelho Meu". No mesmo ano, lançaram sua segunda parceria em colaboração com Dennis DJ, intitulada "Tchau Tchau".
Henrique é casado com Raíssa Naves, filha do repórter Mauro Naves, no dia 30 de setembro de 2019, nasce sua filha Luiza Naves Texeira
Diego é casado com Annaí Bernardes, é pai de Anna Clara Bernardes  Barros da Silva

## Discografia
- Top do Verão (2010)
- Henrique & Diego (2012)
- Ao Vivo em Campo Grande (2013)
- Tempo Certo - Ao Vivo em Campo Grande (2015)
- De Braços Abertos - Ao Vivo no Rio de Janeiro (2017)
- EP 1 (2017)
- EP 2 (2018)
- Ao Vivo no Rio (2019)

## Singles
| Ano  | Título                            | Melhores posições | Álbum                                         |
| Ano  | Título                            | BRA               | Álbum                                         |
| ---- | --------------------------------- | ----------------- | --------------------------------------------- |
| 2010 | "Top do Verão"                    | —                 | Top do Verão                                  |
| 2011 | "Zuar e Beber"                    | —                 | Top do Verão                                  |
| 2011 | "Canudinho (Coração Sem Noção)"   | —                 | Henrique & Diego                              |
| 2012 | "5 Horas da Manhã"                | —                 | Henrique & Diego                              |
| 2013 | "Festa Boa" (part. Gusttavo Lima) | 3                 | Ao Vivo em Campo Grande                       |
| 2013 | "Oh Delícia"                      | 35                | Ao Vivo em Campo Grande                       |
| 2014 | "Vida Mais ou Menos"              | 60                | Tempo Certo - Ao Vivo em Campo Grande         |
| 2015 | "Suíte 14" (part. MC Guimê)       | 1                 | Tempo Certo - Ao Vivo em Campo Grande         |
| 2015 | "Senha do Celular"                | 3                 | Tempo Certo - Ao Vivo em Campo Grande         |
| 2016 | "Esqueci Você"                    | 1                 | Tempo Certo - Ao Vivo em Campo Grande         |
| 2016 | "Malbec" (part. Dennis DJ)        | 1                 | De Braços Abertos - Ao Vivo no Rio de Janeiro |
| 2017 | "Raspão" (part. Simone & Simaria) | 1                 | De Braços Abertos - Ao Vivo no Rio de Janeiro |
| 2017 | "Escalada Para Jogar"             | —                 | EP 1                                          |
| 2018 | "Das 9 às 6"                      | 71                | EP 1                                          |
| 2018 | "Espelho Meu"                     | 11                | Ao Vivo no Rio                                |
| 2019 | "Tchau Tchau" (part. Dennis DJ)   | 26                | TBA                                           |

### Singlespromocionais
| Ano  | Título          | Álbum                                 |
| ---- | --------------- | ------------------------------------- |
| 2011 | "Copinho"       | Henrique & Diego                      |
| 2013 | "Eh Tudo Toiss" | Ao Vivo em Campo Grande               |
| 2016 | "Tempo Certo"   | Tempo Certo - Ao Vivo em Campo Grande |

## Prêmios e indicações
| Ano  | Prêmio           | Categoria                  | Indicação        | Resultado |
| ---- | ---------------- | -------------------------- | ---------------- | --------- |
| 2015 | Prêmio Multishow | Experimente (voto popular) | Henrique & Diego | Indicado  |
| 2015 | Prêmio Multishow | Música Chiclete            | "Suíte 14"       | Indicado  |
| 2015 | The Year In Vevo | Please Come To Brazil      | "Suíte 14"       | Pendente  |
| 2015 | The Year In Vevo | Hino da Pixta              | "Suíte 14"       | Pendente  |
| 2015 | Capricho Awards  | Hit Nacional               | "Suíte 14"       | Pendente  |
| 2015 | Capricho Awards  | Melhor Artista Sertanejo   | Henrique & Diego | Pendente  |

## Participações

### Televisão
| Ano  | Título          | Personagem / Cargo | Nota         |
| ---- | --------------- | ------------------ | ------------ |
| 2019 | Bancando o Chef | Participantes      | 2ª temporada |